# Jundiaí
Jundiaí város Brazíliában, São Paulo államban. Lakosainak száma 401 896 fő (2015. július 1.). Jundiaí Itatiba, Jarinu, Campo Limpo Paulista, Várzea Paulista, Franco da Rocha, Cajamar, Pirapora do Bom Jesus, Cabreúva, Itupeva és Louveira községekkel határos.

## Népesség
A település népességének változása:
| Lakosok száma | 323 397 | 370 126 | 401 896 | 423 006 | 443 221 |
|               | 2000    | 2010    | 2015    | 2020    | 2022    |